# ويليامسبورت
ويليامسبورت (بالإنجليزية: Williamsport, Pennsylvania)‏ هي مدينة تقع في مقاطعة ليكومينغ بولاية بنسيلفانيا في الولايات المتحدة. تبلغ مساحة هذه المدينة 24.7 (كم²)، وترتفع عن سطح البحر 158 م، بلغ عدد سكانها 29304 نسمة في عام 2010 حسب إحصاء مكتب تعداد الولايات المتحدة.

## توأمة
لويليامسبورت اتفاقيات توأمة مع:
- معاليه أدوميم

## أعلام
- جاك إرنست
- جوزيف دبليو جيرارد
- مالكوم موير
- جيم براون
- إتش. بيم بايبر
- شيفون تروتمان
- جوانا هاييس
- جوليا سي. كولنز
- روبرت دبليو. ديكر
- توم مارينو
- باري كارب

## وصلات خارجية
- www.cityofwilliamsport.org
- The US50 - Cities and Towns in Pennsylvania State

قالب:مدن بنسيلفانيا